# 顏有賢
顏有賢（1967年—），中華民國空軍中將，現任空軍司令部副司令，曾任空軍教準部中將指揮官、參謀本部情報參謀次長室中將次長、空軍作戰指揮部中將副指揮官、空軍司令部少將副參謀長、空軍司令部戰訓處少將處長、空軍第四戰術戰鬥機聯隊少將聯隊長等職務。畢業於空軍官校78年班、國防大學空軍指揮參謀學院93年班、國防大學戰爭學院104年班